# Józef Boroń
Józef Boroń (ur. 12 listopada 1920 w Jaworznie, zm. 11 marca 2011) – polski ekonomista, prof. zw. dr hab. specjalista w zakresie nauki o zarządzaniu, członek, a następnie członek honorowy Komitetu Nauk Organizacji i Zarządzania PAN. 
Urodził się  w rodzinie górniczej. Szkołę średnią ukończył w maju 1939 roku. W czasie II wojny światowej pracował jako robotnik przymusowy w kopalni węgla kamiennego. Studia w Akademii Handlowej w Poznaniu rozpoczął w 1946 roku. W 1949 roku został zatrudniony na stanowisku asystenta roku w Katedrze Rachunkowości. W 1961 obronił doktorat poświęcony lokalizacji przemysłu na ziemiach zachodnich. Dziekan i prodziekan Wydziału Ogólno-Ekonomicznego, założyciel i kierownik Zakładu Teorii Organizacji i Zarządzania, założyciel i wieloletni dyrektor Instytutu Organizacji i Zarządzania, wieloletni kierownik Katedry Teorii Organizacji i Zarządzania na tejże uczelni. Pracę habilitacyjną poświęconą rozwojowi przemysłu w NRD, obronioną w 1966 roku. Tytuł profesora nadzwyczajnego otrzymał w 1972 roku, a profesora zwyczajnego w 1982 roku. W 1991 roku przeszedł na emeryturę, ale nadal
podtrzymywał związki z Uniwersytetem Ekonomicznym
Członek PPS (1945-1948) i PZPR (od 1948). W latach 1957-1971 członek Komitetu Wojewódzkiego PZPR w Poznaniu.
Wieloletni przewodniczący Komisji Ekonomicznej Rady Głównej Nauki i Szkolnictwa Wyższego. Został pochowany na Cmentarzu Junikowo w Poznaniu.

## Członkostwo w organizacjach i towarzystwach
- Towarzystwo Naukowe Organizacji i Kierownictwa (wiceprzewodniczący Głównej Rady Naukowej w latach 1985-1989)
- Polskie Towarzystwo Ekonomiczne[4]
- Poznańskie Towarzystwo Przyjaciół Nauk (od 1962)

## Odznaczenia
- Krzyż Komandorski Orderu Odrodzenia Polski
- Krzyż Oficerski Orderu Odrodzenia Polski
- Krzyż Kawalerski Orderu Odrodzenia Polski
- Złoty Krzyż Zasługi
- Medal 10-lecia Polski Ludowej
- Medal 30-lecia Polski Ludowej
- Medal 40-lecia Polski Ludowej
- Medal Komisji Edukacji Narodowej
- Odznaka tytułu Zasłużony Nauczyciel PRL
- Medal im. Karola Adamieckiego
- Złota Odznaka Honorowa Towarzystwa Naukowego Organizacji i Kierownictwa[5]